# Bremen (Alabama)
Bremen és una població dels Estats Units a l'estat d'Alabama. Segons el cens del 2000 tenia 8.189 habitants.

## Demografia
Segons el cens del 2000, Bremen tenia 8.189 habitants, 3.158 habitatges, i 2.488 famílies. La densitat de població era de 33,2 habitants/km².
Per edats la població es repartia de la següent manera: un 24,5% tenia menys de 18 anys, un 8,5% entre 18 i 24, un 28,8% entre 25 i 44, un 26,1% de 45 a 60 i un 12% 65 anys o més.
L'edat mediana era de 37,3 anys. Per cada 100 dones hi havia 101,4 homes.
Cap de les famílies estaven per davall del llindar de pobresa.

## Poblacions més properes
El següent diagrama mostra les poblacions més properes.